# Mochowo (gromada)
Mochowo – dawna gromada, czyli najmniejsza jednostka podziału terytorialnego Polskiej Rzeczypospolitej Ludowej w latach 1954–1972.
Gromady, z gromadzkimi radami narodowymi (GRN) jako organami władzy najniższego stopnia na wsi, funkcjonowały od reformy reorganizującej administrację wiejską przeprowadzonej jesienią 1954 do momentu ich zniesienia z dniem 1 stycznia 1973, tym samym wypierając organizację gminną w latach 1954–1972.
Gromadę Mochowo z siedzibą GRN w Mochowie utworzono – jako jedną z 8759 gromad na obszarze Polski – w powiecie sierpeckim w woj. warszawskim, na mocy uchwały nr VI/10/19/54 WRN w Warszawie z dnia 5 października 1954. W skład jednostki weszły obszary dotychczasowych gromad Dobrzenice Duże, Dobrzenice Małe, Mochowo, Mochowo Nowe, Mochowo Parcele, Sulkowo-Bariany, Sulkowo Rzeczne, Załszyn, Żabiki, Zglenice-Budy, Żółtowo, Żuki, Żurawin i Żurawinek, ponadto część obszaru dotychczasowej gromady Zglenice Duże o powierzchni 23 ha (której granica biegnie od południowo-zachodniej granicy dotychczasowej gromady Zglenice Duże w kierunku wschodnim o długości 690 metrów, po czym na północ do drogi wiodącej do wsi Dobaczewo, następnie tą drogą w kierunku na zachód, po czym zmienia kierunek na południe wzdłuż granicy dotychczasowej gromady Zglenice Duże) oraz część obszaru dotychczasowej gromady Zglenice Małe stanowiąca obszar o powierzchni 50 ha (którego granica biegnie od rzeki Skrwy na wschód po północnej granicy gromady Zglenice Małe w odległości 620 metrów zmieniając kierunek na południe do strumyka wpadającego do rzeki Skrwy, następnie wzdłuż rzeki na północ do północenej granicy dotychczasowej gromady Zglenice Małe), ze zniesionej gminy Lisewo w tymże powiecie. Dla gromady ustalono 17 członków gromadzkiej rady narodowej.
31 grudnia 1959 do gromady Mochowo przyłączono wsie Zglenice Duże, Zglenice Małe i Romatowo-Myszki ze znoszonej gromady Kurowo w tymże powiecie.
Gromada przetrwała do końca 1972 roku, czyli do kolejnej reformy gminnej. 1 stycznia 1973 w powiecie sierpeckim utworzono gminę Mochowo.